# Campofelice Di Roccella
Campofelice di Roccella este o comună în Provincia Palermo, Sicilia din sudul Italiei. În 2011 avea o populație de 6.978 de locuitori.

## Demografie
Campofelice di Roccella - evoluția demografică

|  | Graficele sunt indisponibile din cauza unor probleme tehnice. Mai multe informații se găsesc la Phabricator și la wiki-ul MediaWiki. |

Date: Recensăminte sau birourile de statistică - grafică realizată de Wikipedia